# Claude Champy
Pour les articles homonymes, voir Champy.
Claude Champy est un céramiste français né en 1944.

## Biographie
Diplômé de l'École parisienne des métiers d'art (anciennement installée dans l'Hôtel Salé), Claude Champy travaille à la production dans une faïencerie avant de construire un premier four à bois, à Plaisir (Yvelines). 
Fin 1972, il quitte définitivement l'usine pour se consacrer entièrement à son propre travail.
En 1975, il participe à l'exposition « 18 artistes et la terre » (Saint-Rémy-de-Provence, galerie Noëlla Gest). L'année suivante, la galerie Sarver, à Paris, lui consacre une exposition. Depuis, Claude Champy a été exposé au musée des arts décoratifs de Paris, au Musée national de céramique de Sèvres (qui a acquis plusieurs de ses pièces).  Il expose régulièrement à l'étranger depuis 1979. 
En juin 2009, le principe de l'exposition « [Des] artistes et la terre » est relancé avec la publication, sous la direction d'Arnauld de l'Épine du livre 8 artistes & la terre. En septembre 2010, la Galerie XXI expose les huit artistes en question à Paris.
La production de Claude Champy se décline non seulement à travers les formes traditionnelles de la poterie (bols, pots, vases...) mais aussi par grands thèmes auxquels il revient régulièrement : « Boîtes », « Falaises », etc.
Il est un des céramistes français reconnus à l'échelle internationale.

### Distinction
En 1988, Champy reçoit le Grand Prix du musée Suntory de Tokyo. Il noue à cette époque des liens avec des céramistes japonais.

## Exposition
- Exposition permanente à la Galerie 22, Coustellet, Vaucluse